# Siebenmeter
Der Siebenmeter ist ein Strafwurf beim Handball, ein Strafschuss beim Hockey oder ein Strafstoß beim Hallen- oder Kleinfeldfußball.

## Handball

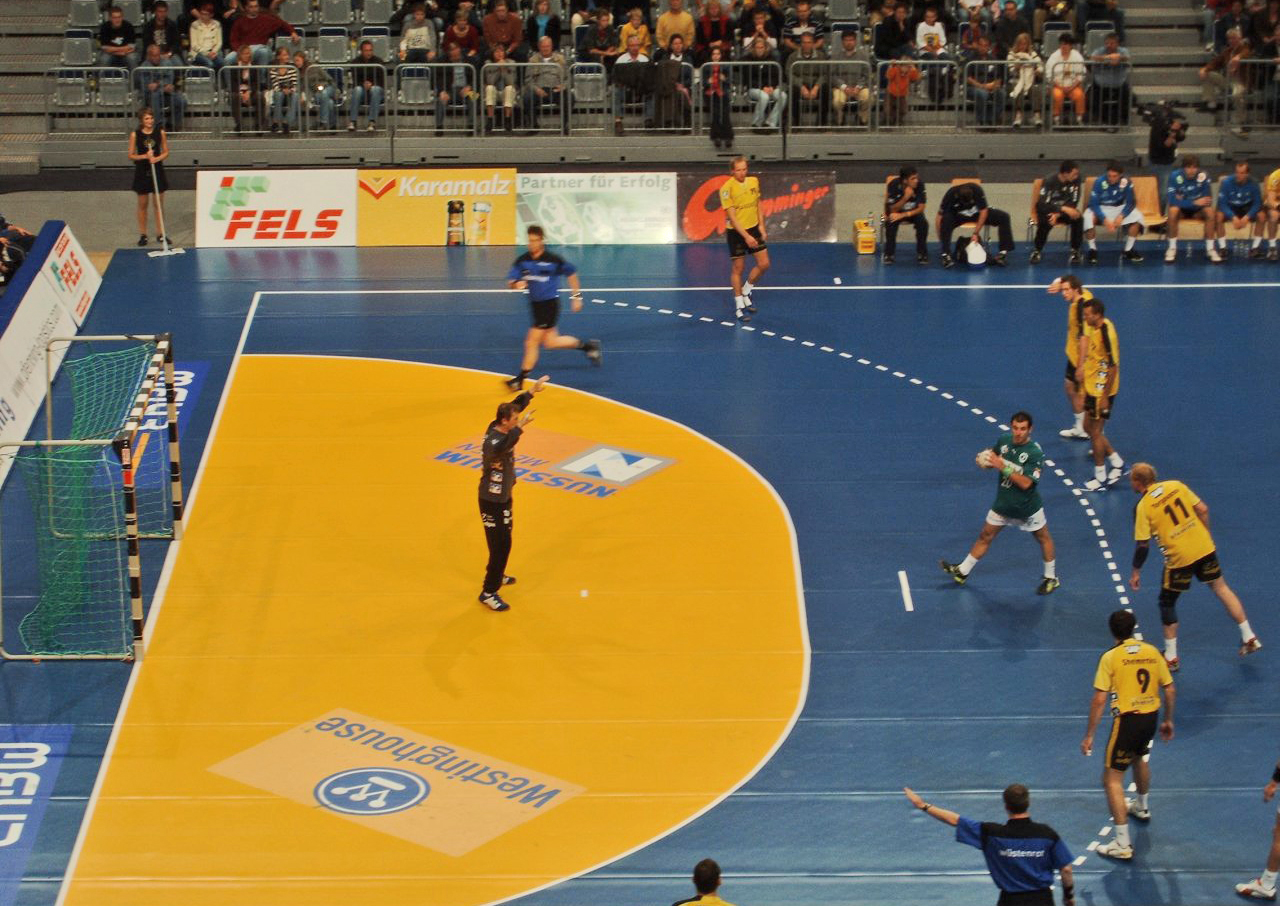
Siebenmeter beim Spiel SG Kronau/Östringen-HSG Wetzlar 2006

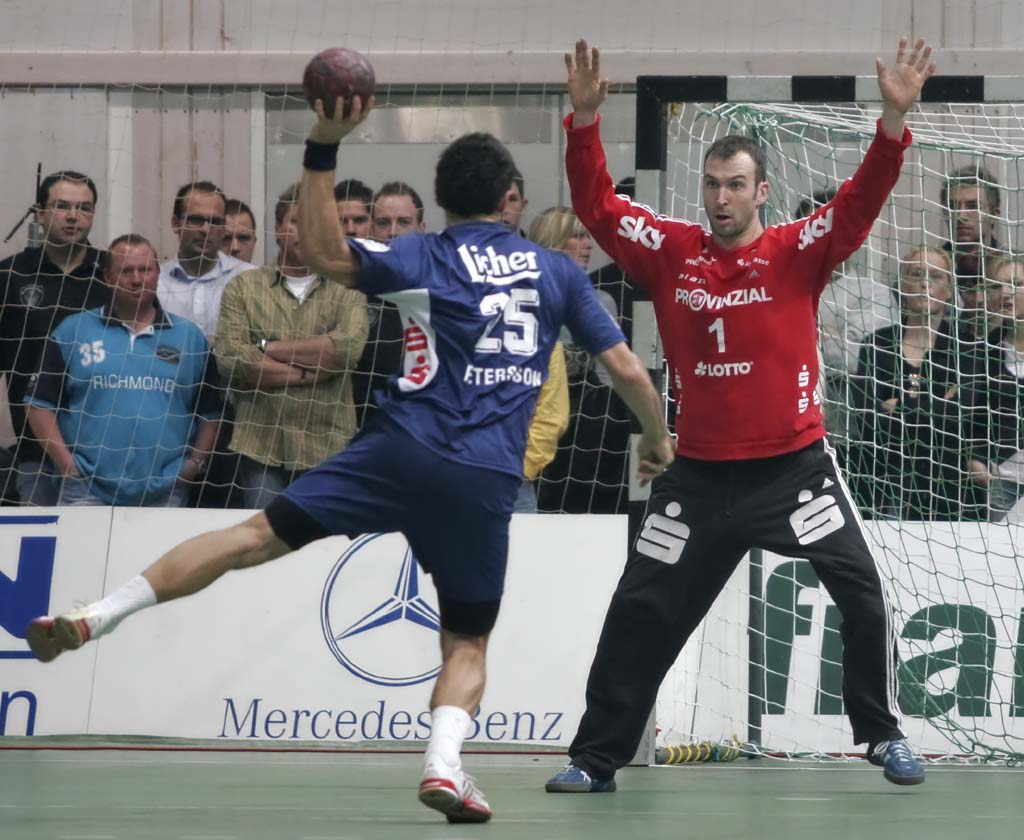
Siebenmeter beim Spiel TV Großwallstadt-THW Kiel am 30. Dezember 2006

Ein Siebenmeter im Handball wird durch das regelwidrige Vereiteln einer klaren Torgelegenheit verursacht. Dies kann ein Foulspiel oder auch eine Abwehraktion im 6-m-Torraum sein. Keiner der anderen Spieler darf sich während des Siebenmeterwurfs innerhalb des 9-m-Bereichs aufhalten. Es sind nur Torhüter und Werfer beteiligt.
Der Siebenmeter wird vom Schiedsrichter mit einem Pfiff eingeleitet. Ab diesem Moment hat der Werfer drei Sekunden Zeit, um auf das Tor zu werfen, wobei Wurftäuschungen erlaubt sind. Bei der Ausführung des Wurfs muss mindestens ein Fuß den Boden berühren. Bewegungen des Fußes auf der Stelle sind dabei erlaubt, er darf die 7-m-Linie allerdings nicht berühren oder überschreiten. Der Werfer oder ein Mitspieler darf den Ball erst wieder berühren, wenn er zuvor das Tor (Pfosten oder Latte) oder einen gegnerischen Spieler (Torwart) berührt hat.
Der Torwart darf, bevor der Ball die Hand des Werfers verlassen hat, nicht mehr als vier Meter vor seiner Torauslinie stehen. Diese Grenze wird durch einen 15 cm langen Strich parallel zur Torlinie angezeigt. Der Siebenmeterwurf wird wiederholt, wenn der Torwart die 4-m-Grenzlinie überschritten hat und kein Treffer erzielt wurde.

## Hockey

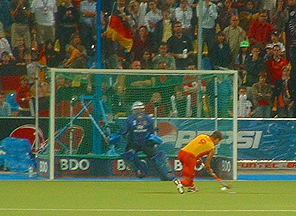
Siebenmeter beim WM-Spiel Deutschland-Spanien

Im Hockey folgt der Siebenmeter auf einen absichtlichen Regelverstoß im Schusskreis oder eine unabsichtliche Regelwidrigkeit, die ein Tor verhindert hat. Darunter können Foulspiele oder das Spielen des Balles mit dem Körper fallen. Für unabsichtliche Regelverstöße, die kein Tor verhindern, wird dagegen eine Strafecke verhängt. Streng genommen handelt es sich beim Feldhockey gar nicht um einen Siebenmeter, da durch die englischen Einflüsse im Hockey das Spielfeld in Yards vermessen wurde. Der sogenannte Siebenmeterpunkt ist 6,45 m vom Tor entfernt. Beim Hallenhockey ist der 7-m-Punkt identisch mit der Hallenhandballmarkierung.
Die Ausführung des Siebenmeters wird vom Schiedsrichter freigegeben, wenn Torwart und Schütze bereit sind. Dabei darf der Torhüter vor dem Schuss des Schützen weder die Grundlinie verlassen (d. h. ein Teil des Fußes muss die Linie berühren) noch den Schützen durch Bewegungen irritieren. Der Schütze darf Anlauf nehmen, der frühere Fußfehler wurde abgeschafft. Im Gegensatz zur Strafecke darf beim Siebenmeter nicht geschlagen werden, d. h. der Ball muss ohne Ausholbewegung des Schlägers in Bewegung gesetzt werden (im Regelfall durch einen – ggf. auch flach ausgeführten – Schlenzer).
Nach allgemeinem Verständnis ist der aussichtsreichste Ball in etwa 1/3 Torhöhe auf die vom Schützen aus gesehen rechte Torseite, da der Torwart hier nicht mit dem Schläger parieren kann.

## Gegenstücke in anderen Sportarten
- Elfmeter (Strafstoß) beim Fußball
- Penalty beim Eishockey
- Freiwurf beim Basketball